# Siège de Saint-Florent
Guerres de la Révolution française
Batailles
Le siège de Saint-Florent s'est déroulé en février 1794, durant la Révolution française, lorsque les forces armées britanniques, alliées aux partisans corses, décidèrent de prendre possession de la ville-garnison de Saint-Florent, en Corse.

## Déroulement
Après un blocus des navires de la Royal Navy de Horatio Nelson, un débarquement a lieu : les troupes anglaises accostent et s'allient avec environ 1 200 Corses. La ville de Saint-Florent était dominée par deux tours défensives : l'une au nord près de Punta Mortella, commandée par Antoine Gentili, et l'autre à la redoute militaire nommée Convention. Une fois ces deux tours prises par l'assaillant, la ville de Saint-Florent accepte de capituler, et la flotte britannique de Samuel Hood peut alors naviguer dans la rade. Un grand nombre des défenseurs de Saint-Florent, dont Antoine Gentili, ont pu s'enfuir à Bastia, où ils ont participé à la défense de la ville.
Saint-Florent était alors l'une des trois grandes garnisons françaises de Corse. Les forces anglo-corses ont ensuite capturé Bastia en mai qui capitule avec les honneurs de guerre et Calvi en août 1794 pour se retirer finalement deux ans plus tard.